# UT-1 (航空機)
ヤコブレフ UT-1
ヤコブレフ UT-1
- 用途：練習機/練習戦闘機/曲技機
- 設計者：アレクサンドル・セルゲーエヴィチ・ヤコヴレフ
- 製造者：ヤコブレフ設計局
- 運用者：ソ連空軍
- 初飛行：1936年
- 生産数：1,241機
- 運用開始：1937年
- 運用状況：退役

ヤコブレフ UT-1 (ロシア語: УТ-1) は、1937年から1940年代後半にソ連空軍で使用された単座練習機である。

## 開発
UT-1はアレクサンドル・セルゲーエヴィチ・ヤコヴレフ率いる設計チームによって、単座高等練習機兼曲技機として設計された。
AIR-14の名称を与えられた最初の試作機は1936年の初頭に初飛行した。　AIR-14は固定脚と溶接構造の鋼製胴体、木製主翼を備えた小型の単葉低翼機だった。
いくつかの変更の後、AIR-14の生産が認められた。中でも大きな変更として、100馬力の シュベツォフ M-11星型エンジンがより強力な115馬力の M-11Gエンジンに変更された。AIR-14はUT-1(учебно-тренировочный: 初等/高等練習機)の名称を与えられた。しかし名称とは異なり、この機体は初等練習機には不向きだった。
UT-1は訓練課程においてUT-2からI-16のような戦闘機に移る間の過程で使用された。UT-1の操縦は簡単ではなく正確な操縦が要求されたため、基礎練習機と機動性が高いが扱いづらいI-16との間を埋める理想的な練習機になった。UT-1は1939年にエンジンを26cm 前方に移動させる改良を受け、操縦性が向上した。生産の間、150馬力のM-11Eエンジンもまた使われた。ソ連の飛行士は戦前にUT-1でいくつかの記録を破り、そのうちいくつかは水上機型だった。1936年12月から1940年の間に合計で1,241機が製造された。

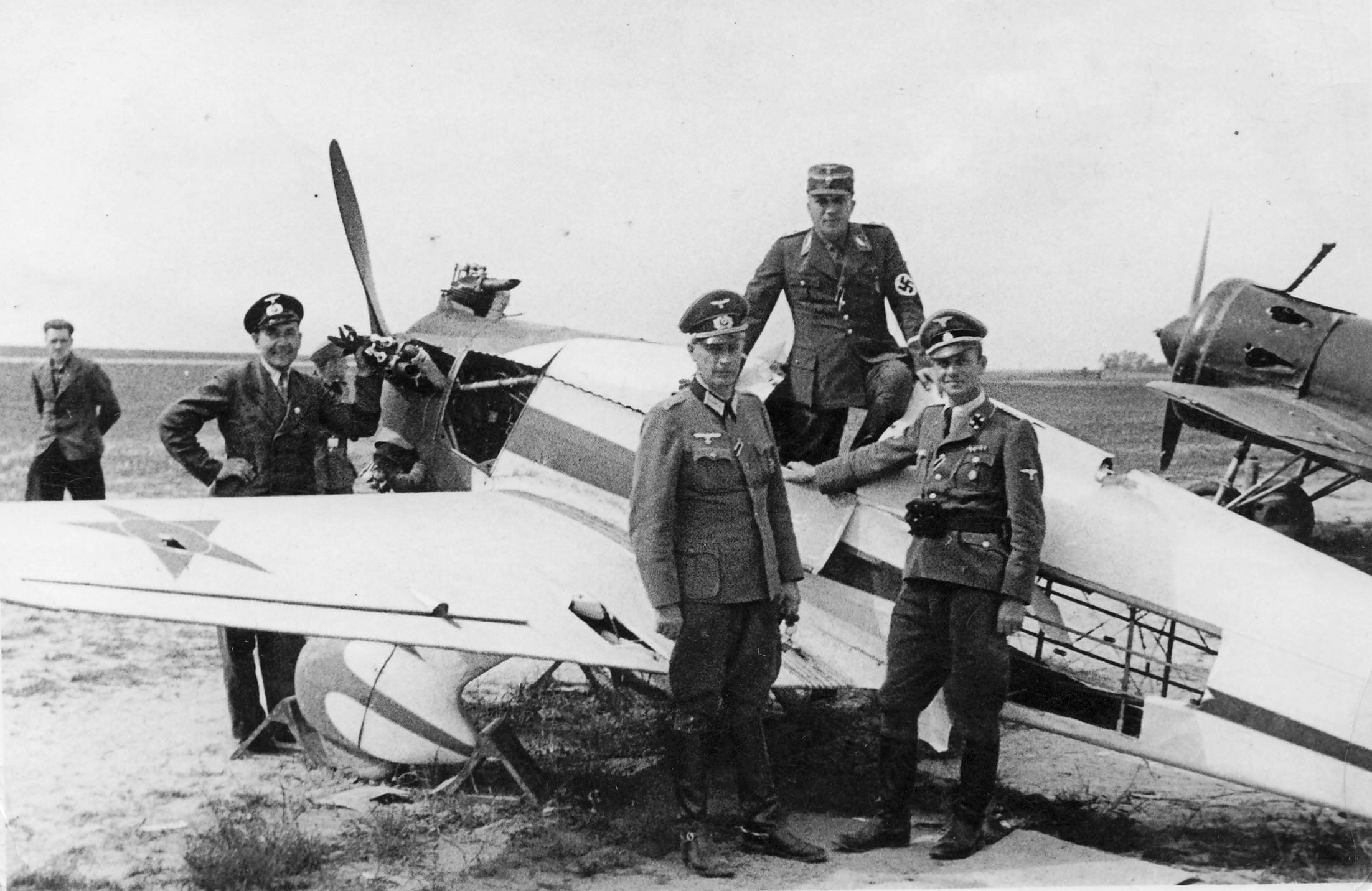
UT-1を検査するドイツ人

第二次世界大戦の間には、1941年からUT-1は偵察機としても使用された。数機が翼下に機銃や2発のロケット弾を搭載され、即席の戦闘用機として使用された。1942年2月、50機のUT-1が2丁の機関銃と2-4発のロケット弾を備えた即席の地上攻撃機UT-1B (УТ-1б)に改造された。これらは次にセヴァストポリとコーカサスで黒海艦隊航空隊に使用された。残存機は1942年12月に武装を外された。

## 派生型
多くの派生型が存在したが、主要なものや注目に値するものを以下に記す。
AIR-14
UT-1の試作機
AIR-18
140hp ルノー Bengali 4 直列型エンジンと閉鎖型キャノピー、引き込み脚を装備したUT-1。
AIR-21(Ya-21, UT-21)
220hp ルノー Bengali 6 エンジンを装備したUT-1。1938-39年に試験された。固定脚。
UT-1b
ShKAS 機関銃 2丁と2-4発のRS-82 ロケット弾を装備した戦時攻撃機型。
UT-1E
UT-1(15) TsAGIの試験用の機体 (AIR-15と混同される場合があるが、AIR-15はUT-1の派生型ではない）
UT-1 水上機
後に多くのUT-1の標準となるM-11Ye エンジンを搭載した。

## 運用者
ソビエト連邦
- ソ連空軍
- ソ連海軍

 中華民国
- 中華民国空軍

## 要目 (UT-1 with M-11Ye)
出典: Gordon 2005 and Gunston 1995
諸元
- 乗員: 1名
- 全長: 5.75 m
- 全高: 2.34 m
- 翼幅: 7.3 m
- 翼面積: 9.58 m2
- 空虚重量: 429 kg
- 運用時重量: 597.5 kg
- 動力: シュベツォフ M-11Ye 、111 kW （150 hp）   × 1

性能
- 最大速度: 257 km/h
- 航続距離: 670 km
- 実用上昇限度: 7,120 m
- 上昇率: 7.4 m/min

武装
- 7.62mm ShKAS 機関銃 2丁
- ロケット弾: RS-82 ロケット弾 2-4発